# リュカ・ルジョー
リュカ・ルジョー（Lucas Rougeaux、1994年3月10日 - ）は、フランス・グラース出身の元プロサッカー選手。現役時代のポジションはDF。

## 経歴

### クラブ
地元クラブでプレーを始め、2008年にOGCニースのアカデミーに入団。2013年5月12日のエヴィアン・トノン・ガイヤールFC戦でプロデビューを果たした。しかしそれ以降の出番は全くなく、下位クラブへのレンタルを繰り返した。
2016年8月31日、ベルギーのKVコルトレイクに3年契約で完全移籍。

### 代表
年代別のフランス代表歴がある。